# Gjallarhorn (muziekgroep)

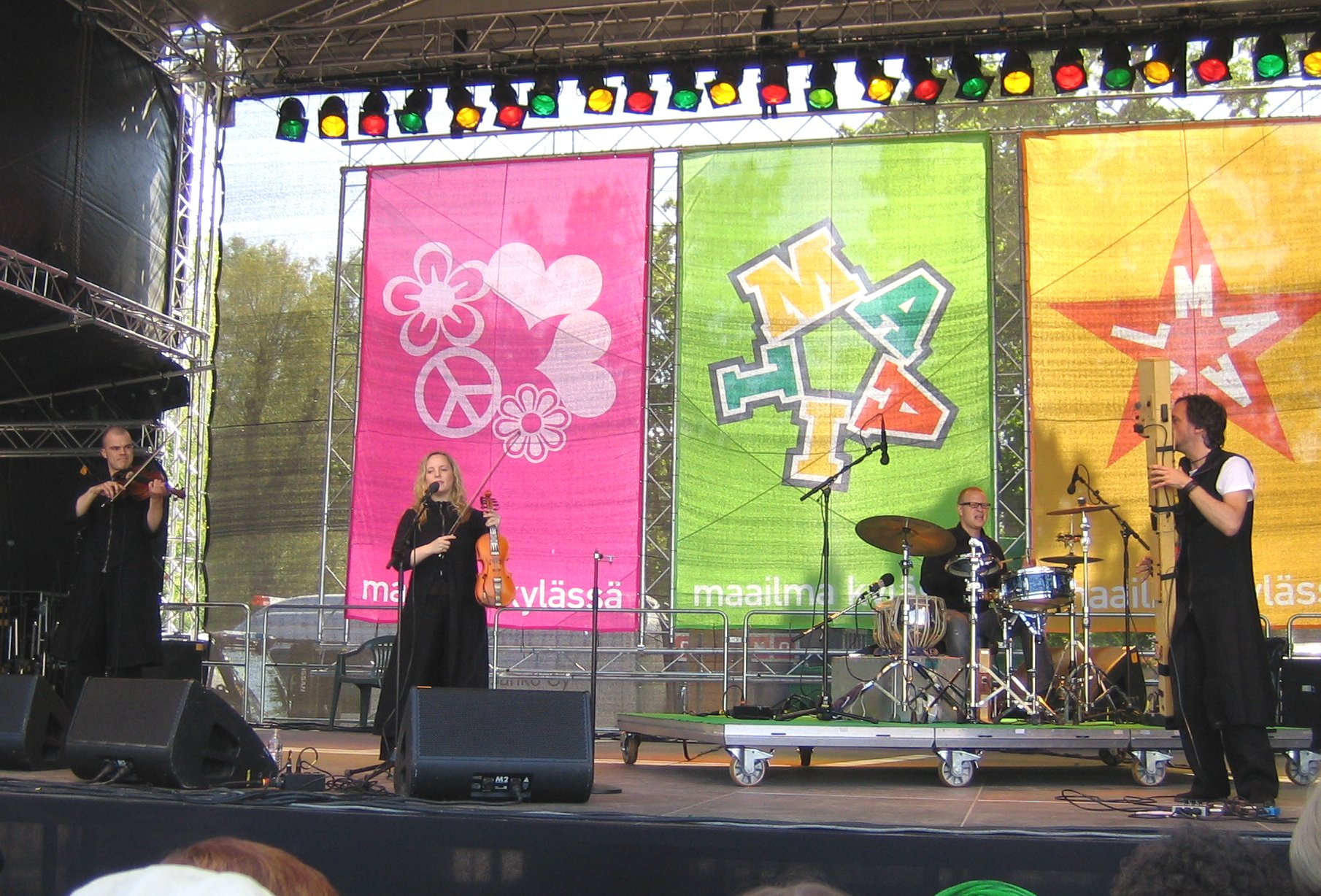
Gjallarhorn

Gjallarhorn is een Scandinavische folk- en wereldfusie-formatie uit Finland die de volksmuziek uit hun thuisstreek en die van hun middeleeuwse voorouders gebruikt om een uniek geheel te vormen. Behalve traditionele instrumenten zoals de Vedel worden ook een Australische slideridoo en Afrikaanse trommels gebruikt.
De groep heeft vier leden en werd in 1995 gevormd in Österbotten, Finland, door David Lillkvist, Jenny Wilhelms, Tommy Mansikka-Aho en Christopher Öhman. Jenny Wilhelms is het gezicht van Gjallarhorn, mede doordat zij het vocale gedeelte op zich neemt. De andere leden van de groep concentreren zich voornamelijk op de instrumenten.

## Leden
- Jenny Wilhelms
- Tommy Mansikka-Aho
- Sara Puljula
- Adrian Jones
- Martin Kantola

## Albums
- Rimfaxe - 2006
- Grimborg – 2002
- Sjofn – 2000
- Ranarop – 1997